# Pocket Mortys
A Pocket Mortys egy Pokémon-paródiajáték, amely a Rick and Morty című, népszerű Adult Swim rajzfilm sorozaton alapul. 2016. január 13-án jelentették meg Android és iOS platformokra. A játékért az Adult Swim felelt, illetve a műsor készítői, Justin Roiland és Dan Harmon is jelentős szerepet vállaltak a megalkotásában.
A játékmenet hasonló a Pokémon Go játékéhoz, csak itt a pokémonok helyett Mortykat kell összegyűjteni. Több Morty is akad, a játékos (Rick maga) először egy átlag Mortyt kap. A történet során össze lehet akadni különleges mortykkal, például egyszemű Morty, reklám Morty, vak Morty stb. Rick célja az, hogy minél több Mortyt gyűjtsön össze, illetve a végén meg kell mérkőznie a Rickek tanácsával, akik a játék (és a sorozat) fő ellenségének számítanak. Amíg Rick el nem ér a tanácsig, addig számtalan űrlény (és Jerry) hívja ki Ricket és a Mortyjait. Útközben több, a sorozatból már ismert tárgyat is össze lehet gyűjteni, amelyekkel kísérletezni is lehet a főmenüben. Ha a játékos összes mortyja elveszik, Rick kórházba kerül, ahol újraélesztik őt és a mortyjait, és újult erővel folytathatják a harcot. A játékban több dimenzión keresztül kell menni, ahol folytonos kihívás vár a főszereplőkre.
A Pocket Mortys erősen megosztotta a kritikusokat, a PC Magazine például 5-ből 3 és fél pontra jelölte. Az IGN 5,5 ponttal jutalmazta a játékot, mely a „középszerű” kategóriába sorolható. A Hardcore Gamer pedig 2,5 pontot adott a Pocket Mortysnak.